# Platypygius crassus
Platypygius crassus är en insektsart som först beskrevs av Heinrich Hugo Karny 1907.  Platypygius crassus ingår i släktet Platypygius och familjen gräshoppor. Inga underarter finns listade i Catalogue of Life.